# كوستانيويتسا نا كركي
كوستانيويتسا نا كركي (بالإنجليزية: Kostanjevica na Krki)‏ هي مستوطنة تقع في سلوفينيا في Lower Carniola. يقدر عدد سكانها بـ 703 نسمة ومساحتها 2.4 كم2 وترتفع عن سطح البحر 150.4 متر.